# Mány
Mány es un pueblo húngaro perteneciente al distrito de Bicske, condado de Fejér.

## Superficie
Cuenta con una superficie de 44,72 km².

## Demografía
Hasta 2024 la población era de 2381 habitantes, con una densidad de población de 53,24 hab/km².
| Gráfica de evolución demográfica de Mány entre 2020 y 2024 |
|                                                            |
| Datos según la Oficina Central de Estadística de Hungría.  |